# 乌合之众：大众心理研究
《烏合之眾：大眾心理研究》（直译：大眾心理）是法國群體心理學家古斯塔夫·勒龐於1895年出版的一本書。
在書中，勒龐聲稱群體有以下幾種性格“衝動、易怒、缺乏理性、缺乏批判精神、表情過度誇張……” 勒龐稱:“一個人沉浸在群體中一段時間後，集體的特殊效果以及心理暗示使我们变得无知，在這樣一個特殊的狀態下，人會沉迷其中，被洗脑的個體由洗脑者掌控。”

## 简介
勒庞在这本书的第一，二卷中对于群体进行了多方面的分析与批判，这些方面包括：群体的道德，群体的理性，群体的精神，群体的情感。在这些章节或段落中，勒庞提到“群体智力低于个体”，“群体易于且无畏犯罪”，“感情和行为受本能支配且会传染”，“群体会比处于个体时高尚或卑劣”，“观点要足够简单才易于群体接受且复杂的观点会被群体肤浅化”等观点。另外，勒庞在本书的第三卷中讲解了群体性质在政治，法律，特殊团体中的作用以及这些群体的构成，行为，思维模式。在后两卷里，勒庞也像在第一卷中一样，展现出了对“选民”“陪审团”“教徒”“议会”等群体各方面的不认可，称其“易受引导和控制”“易怒”“轻信”“没有逻辑”。
总体来说，在本作品中勒庞以及其尖锐且负面的方式批判了各种各样的群体以及它们的特性。

## 争议
《乌合之众：大众心理学研究》自出版至今的几百年间一直是一本饱受争议的作品。有读者指出说，勒庞认为影响群体的最佳方式就是断言，并且群体会轻信这种断言，不过勒庞在这部作品中自己也在使用“断言”以及拥有勒庞自己所谓“引导性”的方式来传递内容也有人批评说本书没有严谨的推理以及实验论证，另一方观点则是勒庞在书中经常用历史事件作为分析和论证素材。
受批判的同时勒庞也有着许多的支持者，他们的观点普遍为，本书中的理论在能够解释现代社会现象的同时在高认可度的作品书籍以及课本中仍能被找到

## 延伸阅读
[在维基数据编辑]